# دابنیتسا
دابنیتسا (به بلغاری: Dabnitsa) یک منطقهٔ مسکونی در بلغارستان است که در شهرستان گارمن واقع شده‌است.
 دابنیتسا ۱۱٬۲۰۰ کیلومتر مربع مساحت و ۱٬۶۵۲ نفر جمعیت دارد.